# 개나리광대버섯
일명 알광대버섯아재비 라고도 불린다.
또한 노란달걀버섯과도 매우 비슷하게 생겼다.
이 버섯은 다 자라면 턱받이가 하얗게 변한다.
다 자란것을 4~5개만 먹어도 사망한다.
우리나라에서 가장 많은 사망자를 낸 버섯이기도 하다.
아마톡신이라는 맹독을 가지고 있다.